# Katharina Szelinski-Singer
Katharina Szelinski-Singer, nome da nubile Singer (Neusassen presso Šilutė (Heydekrug), Territorio di Memel, 24 maggio 1918 – Berlino, 20 dicembre 2010), è stata una scultrice tedesca.
Dal 1945 fino alla morte visse a Berlino.
L'artista scultrice è stata allieva del maestro Richard Scheibe all'Universität der Künste Berlin (Università delle Belle Arti di Berlino). Verso la metà degli anni '50, poco dopo aver concluso gli studi, ricevette l'incarico di creare un monumento per il Volkspark Hasenheide (Parco del Popolo di Hasenheide) di Berlino. Il monumento è un riconoscimento alle Trümmerfrauen (donne che hanno lavorato alla rimozione delle macerie dopo la II guerra mondiale). Questa scultura è la sua opera più conosciuta al pubblico.
Dopo una serie di altri piccoli incarichi, dal 1956 al 1986 ha eseguito in prevalenza lavori di restauro per lo Schloss Charlottenburg (castello di Charlottenburg). Come „outsider“ della produzione artistica accanto alla sua attività professionale creò opere di scultura che fino al 1987 rimasero per la maggior parte in collezioni private.
Dopo aver partecipato con lavori singoli a varie esposizioni di gruppo, soltanto nel 1987/1988 è di nuovo apparsa in proprio al grande pubblico, quando il Georg Kolbe-Museum (museo Georg Kolbe) ha organizzato la prima esposizione esclusivamente di sue opere, con una collezione di 45 pezzi.
Le sue opere figurative includono circa cento sculture. Ha creato quasi esclusivamente corpi e teste di donne che spesso riportano linee autoritratte o che sono determinate da temi biografici. In particolare con la serie Köpfe (Teste) negli anni settanta si distaccò dall'influenza del suo docente Richard Scheibe e raggiunse un'espressività propria nelle sue opere di scultura.
Katharina Szelinski-Singer ha sempre preferito lavorare su pietra naturale, ma nel periodo dello sviluppo proprio ha preso a modellare con crescente frequenza anche bronzo e gesso. Gli storici dell'arte inquadrano la sua opera nella tradizione della scuola di scultura di Berlino.
È deceduta a Berlino il 20 dicembre 2010 all'età di 92 anni. Riposa nel cimitero di Friedhof Heerstraße.